# Odontotrypes zhongdianensis
Odontotrypes zhongdianensis är en skalbaggsart som beskrevs av Kral, Karl Franz Josef Malý och Schneider 2001. Odontotrypes zhongdianensis ingår i släktet Odontotrypes och familjen tordyvlar. Utöver nominatformen finns också underarten O. z. cavazzutii.